# Всехсвятская церковь (Красноярск)
Всехсвятская церковь — утраченная церковь Красноярска.
После пожара 1773 года Красноярская городская Дума приняла решение открыть новое кладбище. Всехсвятский некрополь расположился за городской чертой, в пределах нынешних улиц Обороны и Красной Армии. В 1798 году при кладбище построили деревянную Всехсвятскую церковь. Церковь сгорела в день вступления наполеоновских войск в Москву в 1812 году.
На месте сгоревшей церкви к 1820 году был построен каменный храм, а кладбище перенесли на гору. 22 мая 1820 года состоялось освящение новой церкви. Всехсвятская церковь имела самый большой в городе приход, например, в 1916 году — 5000 душ православного исповедования, в том числе духовных 57, военных 86, дворян 404, крестьян 474, мещан, купцов и цеховых (рабочих) 3979. В приходе было две церковно-приходских школы, богадельня для престарелых, библиотека.
Во Всехсвятской церкви крестился художник Василий Суриков.
Церковь Во имя Всех Святых — один из последних образцов творчества мастеров-каменщиков из Енисейска. До постройки Богородицкого Рождественского Собора Всехсвятская церковь была главной архитектурной доминантой территории, прилегающей к Новособорной площади.
Всехсвятская церковь была уничтожена в 1930-е годы — одной из первых в Красноярске.
После сноса, на месте церкви с 1940-х годов начали строить завод «Квант». В 2004 году во время реконструкции завода «Квант» были проведены археологические исследования Всехсвятского некрополя. Были вскрыты четыреста четыре захоронения.